# Daniel Hlinka
Daniel Hlinka (* 29. května 1958) je český a slovenský embryolog.

## Profesní kariéra
Daniel Hlinka patří k průkopníkům humánní embryologie na Slovensku a v České republice. Z jeho rukou vzešlo v roce 1994 na II. gynekologicko-porodnické klinice v Košicích první dítě narozené pomocí ICSI (Intracytoplazmická spermiová injekce) na Slovensku. Po odchodu ze Slovenska se podílel na vzniku laboratoří IVF v CRM Zlín a následně zaváděl metodiku biopsie embryí pro preimplementační genetické vyšetření v Repromeda Brno a Pronatal Praha.
Spoluzaložil kliniku Prague Fertility Centre (PFC) v Praze, kde zavedl klinické praxe jako první v České republice technologii embryo monitoringu (time-lapse system) Dále zde zavedl metodu OptimFert, která pomocí sledování zralosti vajíček zvyšuje šance na otěhotnění zejména u starších žen (tzv. poor responders).
V roce 2021 opustil PFC, aby se mohl věnovat vývoji a certifikaci vlastního AI (artificial intelligence) projektu CATI, zaměřeného na automatizaci hodnocení embryonálního vývoje.
V dubnu 2023 otevřel na Smíchove v Praze svoji kliniku na léčbu neplodnosti - Clayo Clinic.